# Clohars-Fouesnant
Clohars-Fouesnant è un comune francese di 2 206 abitanti situato nel dipartimento del Finistère nella regione della Bretagna.
Il territorio comunale è bagnato dal fiume Odet.

## Società

### Evoluzione demografica
Abitanti censiti